# Pájení
Pájení je způsob spojování součástí roztaveným pomocným materiálem, tzv. pájkou s nižší teplotou tavení než mají spojované součásti, které se při tom neroztaví. Tento článek je zaměřen na pájení kovových součástí za pomoci pájek, které jsou slitinami kovů. Je zvykem rozlišovat pájení na tzv. měkké a tvrdé, podle teploty tavení pájky. (Odpovídající výrazy v angličtině jsou „soldering“ a „brazing“.) Pájky s teplotou tavení do 500 °C jsou označovány jako měkké, nad touto teplotou jako tvrdé. Příbuzným oborem, používaným při výrobě elektronických součástek je pájení keramiky, případně kombinace kovu a keramiky.

## Tavidla
Podmínkou pevného a těsného spojení pájením je mj. dobrá „smáčivost“ základního materiálu roztavenou pájkou. Ta je (kromě na metalurgických vlastnostech) závislá na čistotě povrchu při teplotě pájení. Potřebná čistota se dosahuje při pájení v běžné atmosféře použitím tzv. tavidel, nebo pájením v prostředí, které povrchové vrstvy bránící dobrému smáčení odstraňují (vysoké vakuum, redukční plynná atmosféra, solná lázeň).
Tavidla lze rozdělit:
- podle způsobu pájení
  - tavidla pro měkké pájení (základní dělení: na rozpouštědlové (nejčastěji lihové) nebo vodní bázi)
  - tavidla pro tvrdé pájení (borax, kyselina boritá, směs boraxu a kyseliny borité, salmiak, chlorid zinečnatý[1])
- podle účinku
  - tavidla s leptavým účinkem
  - tavidla bez leptavého účinku

Tavidla jako čisticí prostředky působí především chemicky a proto musí být voleny podle vlastností základního materiálu, teploty pájení a druhu pájky, a někdy též podle chemických a elektrických vlastností jejich zbytků po pájení. Jejich podrobnější výčet přesahuje možnosti a cíle tohoto článku, proto se zde zmíníme obecněji jen o některých jejich skupinách:
Pro měkké pájení má většina tavidel podobu kapaliny s obsahem chemicky účinné látky, většinou kyseliny solné nebo fosforečné. Jejich zbytky po pájení je proto vhodné odstranit (omytím vodou nebo lihem). Pro měkké pájení součástí z nerezavějící oceli se velmi dobře hodí směs kyseliny fosforečné, lihu a vody (v poměru po 1/3). Pro pájení elektrických spojů se dobře hodí pryskyřice z borovic – kalafuna. Má schopnost rozrušit tenké vrstvy oxidů při teplotách 200 °C za 1–2 s Je také obsažena v tzv. trubičkové pájce nejčastěji používané v elektronice. Zbytky po pájení nemusejí být odstraněny, ale většinou se tak děje, např. omytím lihem.
Pro tvrdé pájení se používají tavidla v podobě pasty, kapaliny nebo prášku. Někdy jsou naneseny jako pevný obal na tyčinky (dráty) vyrobené z materiálu příslušné pájky. Pro tvrdé, tzv. kapilární pájení ve vakuu nebo redukční atmosféře (vodíku) nejsou zapotřebí žádná tavidla, protože potřebné čistoty styčných ploch se dosáhne ve vysokém vakuu odpařením nečistot vysokou teplotou, nebo chemickou redukcí vodíkem v redukčních pecích.

## Pájky
Pájka je přídavný materiál, který vyplňuje mezeru mezi materiály a spojuje je.
Podle teploty tání se dělí:
- měkké pájky (teplota tání do 450 °C)
  - cínové pájky
  - speciální pájky
- tvrdé pájky (teplota tání nad 450 °C)
  - pro pájení lehkých kovů
  - na bázi Cu
  - na bázi Ag
  - na bázi Ni
  - na bázi Pd[2]
  - pájka z drahých kovů
  - pro vakuové pájení

Podle konzistence můžeme rozdělit pájky na:
- pevné
  - tyčové – tyčky, dráty, pásky, trubičky (s tavidlem)
  - granulované – někdy potažené tavidlem
  - sendvičové – většinou ve tvaru pásků, vrstvené z materiálů různého složení (jádro mívá vyšší teplotu tavení), někdy povlakované tavidlem
- pastovité – obsahují tavidlo
- práškovité – obsahují tavidlo

### Měkké pájky
Měkké pájky jsou slitiny „měkkých kovů“ s různým poměrem složek, kterým se dosahují jejich požadované vlastnosti, především teplota tavení. Pro pájení elektroniky se dlouho používala eutektická slitina s 37 % olova a 63 % cínu. Její teplota tání je 183 °C. Výhodou eutektické slitiny je hlavně to, že tuhne bez přechodových fází, ve kterých v neeutektických slitinách v jistém rozmezí teplot vedle sebe existují jak pevná fáze tak i tekutá. To má někdy nežádoucí důsledky.
Existuje řada měkkých pájek s dalšími kovy jako je např.kadmium nebo zinek, vhodných pro teploty do 400 °C. Velkou skupinu tvoří tzv. cínové pájky s obsahem více složek jako je Sn,Pb, Sb, Zn, které pokrývají rozsah teplot od 185 do asi 260 °C.
„Superměkké“ slitiny Pb+Sn+Cd+Bi vhodné pro pájení se vyznačují teplotou tání v mezích od 65 do 100 °C. Jsou označovány jako: Roseův kov, Lipowitzův kov a Woodův kov.
Tzv. "měkká" pájka je slitina dvou nebo více kovů s nízkou teplotou tavení. Měkké pájky (s teplotou tání nižší než 400 °C) jsou slitiny kovů jako Pb, Sn, Cd, Zn, Ag aj. Dříve používané slitiny s olovem jsou podle směrnice RoHS od r. 2006 zakázány a jsou proto nahrazeny slitinami Sn, Cd, Zn aj., (např. pájka 220, s Cd82Zn16Ag2). (Výjimky se tolerují pro oblast lékařství, vojenství, částečně automobilové techniky a letectví/kosmonautiky.) Jejich vlastnosti jsou však v porovnání s olovnatými méně výhodné, např. mají horší smáčivost a vyšší teplotu tavení, což má nepříznivé důsledky (vyšší tepelné zatížení pájených součástek, zkrácení životnosti pájecího hrotu aj. Bod tavení bezolovnaté pájky je obecně o 20 až 45 °C vyšší, než u konvenční olovnaté eutektické pájky. Bohužel většina bezolovnatých slitin není eutektická. Pro ruční pájení v elektronice se pájky dodávají v podobě "dutého" drátu (trubičky) vyplněného tavidlem. Tavidlem pro pájení v elektronice je nejčastěji speciální kalafuna.
V České republice platí pro měkké pájky norma: ČSN EN ISO 9453 Slitiny pro měkké pájení – Chemické složení a tvary

### Tvrdé pájky
Pro tvrdé pájení je velký výběr slitin i čistých kovů, a to jak pro pájení pod tavidlem, tak i ve vakuu nebo v redukční atmosféře.
Čisté kovy se používají spíš jen výjimečně. Může to být stříbro, měď, zlato a palladium. Dobře se hodí pro kapilární pájení ve vakuu.
Pro tvrdé pájení v atmosféře se vyrábí velký počet slitin různých kovů s vyšší teplotou tavení. Jsou to např. slitiny stříbra, mědi, kadmia, niklu a zinku v nejrůznějších kombinacích. Většina z nich obsahuje zinek, který má vysokou tenzi par a nemůže být proto použit pro pájení ve vakuu, kde se prudce odpařuje (sublimuje). Používají se také slitiny drahých kovů, např. Au-Ag, Au-Pd, Au-Cu, Au-Ni,
Zvláštní skupinu pájek tvoří tzv, aktivní pájky s malým obsahem titanu nebo vanadu, které jsou použitelné i pro pájení kovů na keramiku nebo grafit.
Zvláštní pájky a tavidla jsou nutné také pro pájení hliníku a jeho slitin. Osvědčily se zde zinkové pájky a složitější slitiny (Al, Cu, Sn, Cd).

## Metody pájení

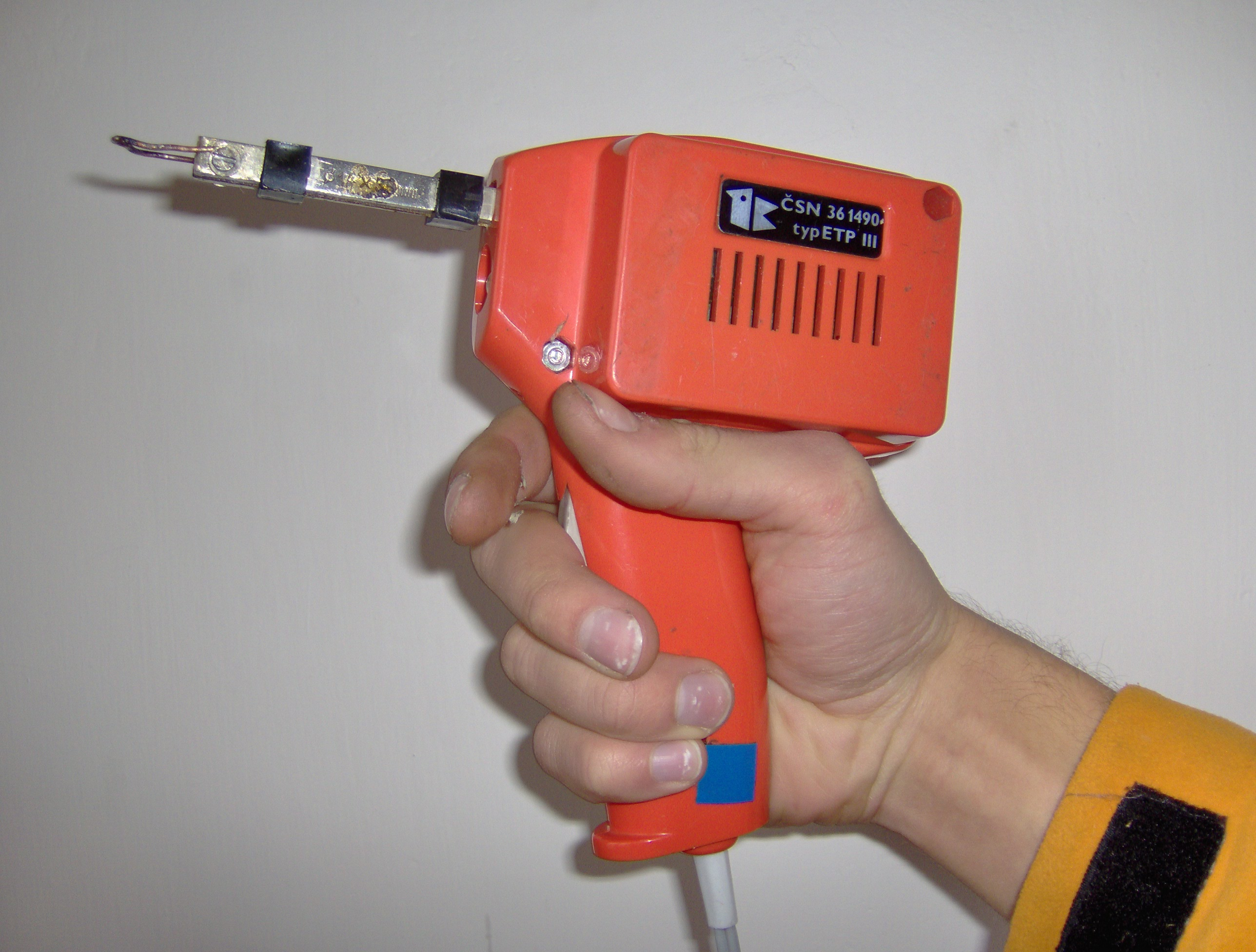
Transformátorová páječka (podle tvaru také "pistolová páječka")

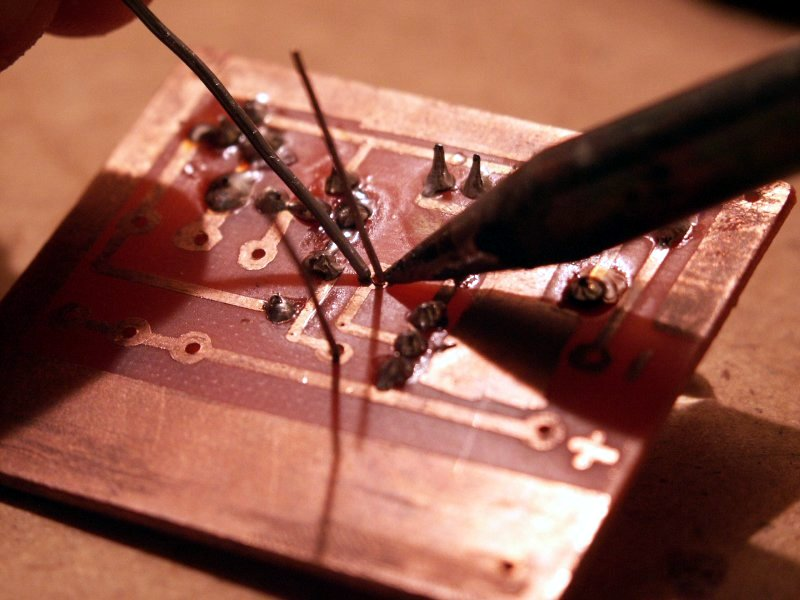
Dotykové pájení

Metody pájení můžeme rozlišovat především podle způsobu ohřevu pájených součástí a pájky. To může být lokální nebo celoobjemové.
Lokální ohřev při měkkém pájení se dá uskutečnit dotekem horkého tělíska, které je součástí tzv. páječky. Nejčastěji je ohříváno elektricky, např. přímým průchodem elektrického proudu u tzv. transformátorové páječky, nebo nepřímo elektrickým topným tělesem. Moderní elektrické páječky využívají možnost nastavení teploty pájecího hrotu a elektronické stabilizace nastavené hodnoty. Uplatňují se hlavně při ruční malovýrobě elektronických zařízení. Ve hromadné výrobě se pájí součástky k plochým vodičům horkou vlnou roztavené pájky.
Ve větším rozsahu ohříváme pájené předměty a pájku proudem horkého plynu nebo plamenem. Pro měkké pájení stačí plamen zemního plynu se vzduchem, pro tvrdé pájení je nutný teplejší plamen kyslíko-acetylenový nebo kyslíko-vodíkový. Proces pájení plamenem je většinou „ruční“, takže výsledek je silně závislý na zkušenostech a zručnosti pracovníka.
Při celoobjemovém zahřívání v peci jsou ruční zásahy do procesu vyloučeny. Kvalita výsledku pak závisí hlavně na dokonalosti nutné přípravy pájených předmětů. Při pájení v peci je teplo předáváno sáláním z topného tělesa (ve vakuu), nebo i vedením plynem (v peci s redukční atmosférou).
V elektronice se výborných výsledků dosahuje pájením v atmosférách z inertních plynů (dusík, řidčeji argon).
Nejdokonalejší způsob je vysokoteplotní pájení ve vysokém vakuu. Je použitelný jen pro tvrdé pájení různých kovů s vyšší teplotou tání, ale s výjimkou slitin obsahujících zinek, který má vysokou tenzi par a ve vakuu prudce sublimuje.

## Páječka
Páječka je elektrické nářadí pro tavení kovů při spojování součástek měkkým pájením. Při pájení se kovové součástky nejdříve páječkou zahřejí a přidáním roztavené pájky se spojí. Pájka vytvoří po vychladnutí pevné mechanické a elektrické spojení. Kovové součástky nejsou na rozdíl od svařování nataveny. Přesto vzniká na povrchu kovové součástky ve styku s pájkou tenká legovaná vrstva.
Elektrické páječky jsou vždy osazeny vyměnitelným pájecím nástavcem. Výměnný nástavec (hrot) je zhotoven z tepelně dobře vodivého kovu, zpravidla z mědi nebo jejích slitin. Měď se ale v roztavené pájce rozpouští a hrot by rychle ubýval. Pájecí hrot je proto většinou pokrytý vrstvou odolnějšího kovu, například niklu. Vyměnitelný hrot je ohříván topným tělískem, které je součástí páječky. U pájecích stanic s regulací teploty je v blízkosti hrotu teplotní senzor nebo se měří odpor topného tělíska. Páječky existují s výkonem od několika wattů pro pájení na DPS až po výkony několika stovek wattů. U páječek pro elektroniku je důležitá taky průběžná stabilita (stabilizace) teploty. Extrémním případem jsou pájedla, u kterých je přiváděn do pájecího místa, na konec hrotu, dusík.
Zvláštním typem páječky je pistolová (transformátorová) páječka. Místo hrotu má pájecí smyčku z drátu. Smyčka se zahřívá průchodem velkého proudu dodávaného vestavěným transformátorem. (Nověji se vyrábí páječky stejného vzhledu, ale transformátor je nahrazen měničem – jsou tedy podstatně lehčí). U pistolové páječky je výhodou rychlý ohřev na pracovní teplotu. Zapíná se tlačítkem na rukojeti, které se musí držet sepnuté po celou dobu práce. Při odložení se páječka sama vypne a nebezpečí popálení nehrozí. Pistolové páječky se vyrábějí s výkonem okolo 100 W. Pro práci s citlivými elektronickými součástkami nejsou příliš vhodné. Pro relativní nemotornost, váhu a obtížnou stabilizaci teploty na hrotu se nepoužívají v sériových výrobách.

## Základní způsoby pájení
- Nánosové (reakční) – roztavená pájka je nanášena na spojované plochy
- Kapilární – součásti jsou vhodně zajištěny proti vzájemnému posunutí a do mezery je vložená pájka (např. ve formě zrn), po vložení do pece se pájka roztaví a dojde ke spojení.

V elektrotechnice se při pájení součástek v hromadné výrobě používá pájení vlnou. Při této technologii osazené DPS projíždějí vlnou tekuté pájky hnané čerpadlem. Dnes se pro pájení SMD součástek používá hlavně pájení přetavením (reflow). Na DPS se přes šablonu z tenké bronzové fólie nanesou tečky pastovité pájky. (Viz Wikipedie: "Sítotisk".) Tato pájka má lepivou konzistenci, takže ve fázi osazování zafunguje i jako lepidlo a přidrží součástky na desce. Při průjezdu desky přetavovací pecí se pájka roztaví a vytvoří pájený spoj.

## Prostředí pro pájení

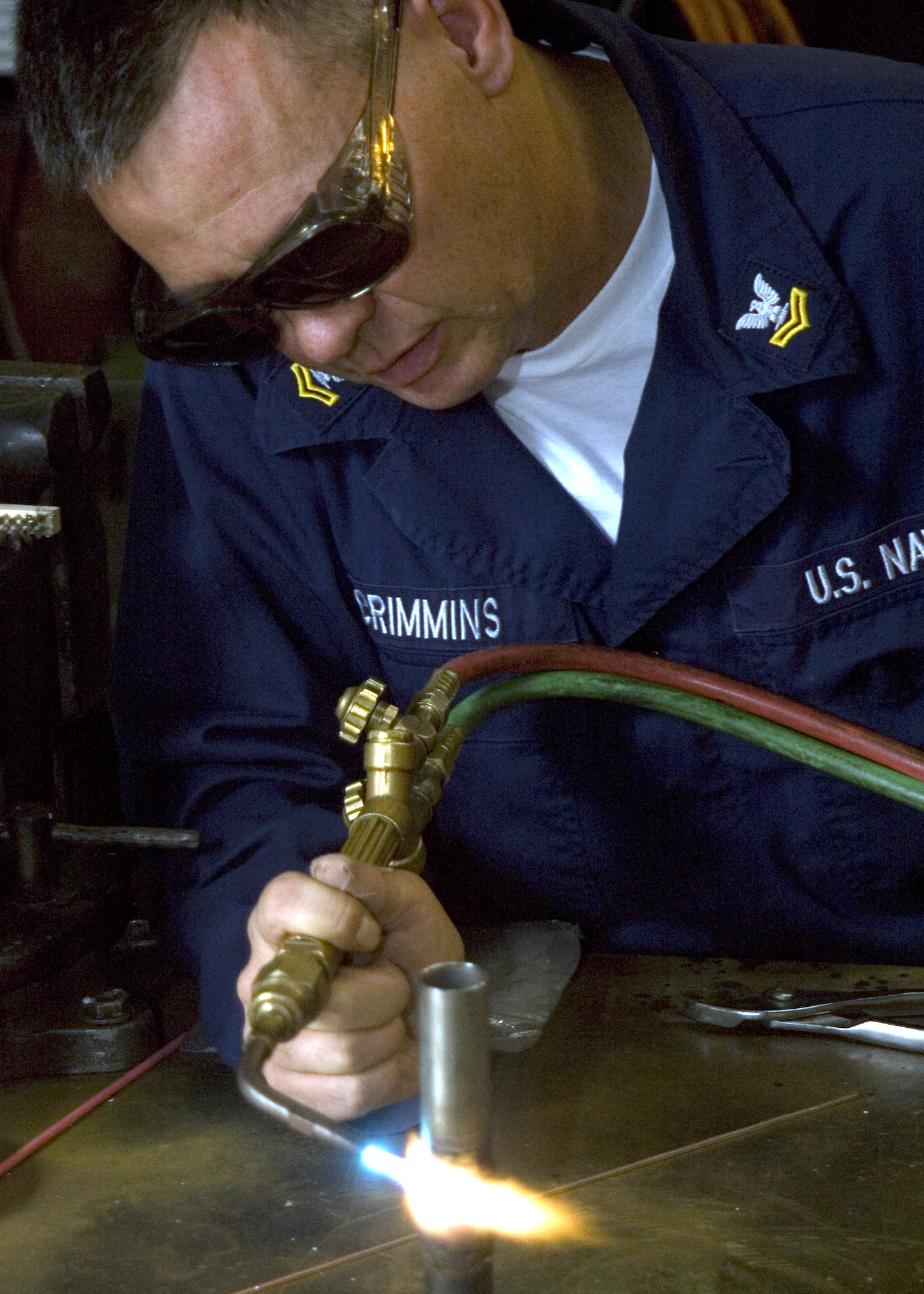
Pájení plamenem

### Pájení v atmosféře
Metody pájení můžeme rozlišovat především podle způsobu ohřevu pájených součástí a pájky. To může být lokální nebo celoobjemové.
Lokální ohřev při měkkém pájení se dá uskutečnit dotekem horkého tělíska, které je součástí tzv. páječky. Nejčastěji je ohříváno elektricky, buď přímým průchodem elektrického proudu u transformátorové páječky nebo nepřímo elektrickým topným tělesem. Moderní elektrické páječky využívají možnost nastavení teploty pájecího hrotu a elektronické stabilizace nastavené hodnoty. Uplatňují se hlavně při ruční malovýrobě elektronických zařízení. Ve hromadné výrobě se pájí součástky k deskám plošných spojů metodou pájení vlnou nebo přetavením.
Ve větším rozsahu ohříváme pájené předměty a pájku proudem horkého plynu nebo plamenem. Pro měkké pájení stačí plamen zemního plynu se vzduchem, pro tvrdé pájení je nutný teplejší plamen kyslíko-acetylenový nebo kyslíko-vodíkový. Proces pájení plamenem je většinou „ruční“, takže výsledek je silně závislý na zkušenostech a zručnosti pracovníka.
Při celoobjemovém zahřívání v peci jsou ruční zásahy do procesu vyloučeny. Kvalita výsledku pak závisí hlavně na dokonalosti nutné přípravy pájených předmětů (například na kvalitě použitých přípravků pro ustavení dílů a na kvalitě očištění ploch). Při pájení v peci je teplo předáváno sáláním z topného tělesa (ve vakuu) nebo i vedením plynem (v peci s redukční atmosférou).
Pro pájení je možné použít i indukční ohřev a to jak lokální, tak celkový. Tato metoda má vyšší produktivitu, ale také vyšší pořizovací náklady, neboť musí být k dispozici tvarově odpovídající induktor a je nutné při ní použít tavidlo. Velikost pájených předmětů je limitována výkonností zařízení a kvalitou tavidla.

### Vakuové pájení
Nejdokonalejší způsob je pájení ve vysokém vakuu. Je použitelný jen pro tvrdé pájení různých kovů s vyšší teplotou tání, s výjimkou slitin obsahujících zinek, který má vysokou tenzi par a ve vakuu prudce sublimuje. Pro pájení ve vakuu se vyrábějí pájky také v podobě prášku, např. ze slitiny Ni-Cr s teplotou tání cca 950 °C. Tato pájka dobře smáčí nerezavějící ocel, Po ztuhnutí je velmi tvrdá (nesnadno obrobitelná), ale velmi pevná. Zdrojem tepla je ve vakuových pecích „klec“ z molybdenového drátu zahřívaná elektrickým proudem. Navenek je izolována stíněním z molybdenového plechu a vodou chlazeným pláštěm. Pájeným předmětům se teplo předává výlučně sáláním. Tímto způsobem lze dosáhnout teploty kolem 1400 °C. Roztavená pájka působením povrchového napětí zatéká do spáry mezi spojovanými součástkami. Dosahuje se tím dokonale těsného a mechaniky pevného spojení.

## Pájení keramiky
Zvláštní pozornost si zaslouží problém spojování kovových součástí s keramickými. Základním problémem je v tomto případě to, že jen některé kovy smáčí povrch keramiky, jmenovitě titan a některé vzácné kovy. Nejčastěji se postupuje tak, že se na plochu, která má být smočena pájkou při vlastním pájení, pokryje tenkou vrstvou titanu nebo slitiny titan obsahující. Toho se dosáhne napařením takové vrstvy ve vakuu nebo častěji nanesením práškové pasty, která se pak roztaví ve vakuové peci. Na takto připravenou (pokovenou) plochu se pak pájí různými pájkami, jak měkkými tak ve vakuové peci tvrdými.

## Pájení v elektronice

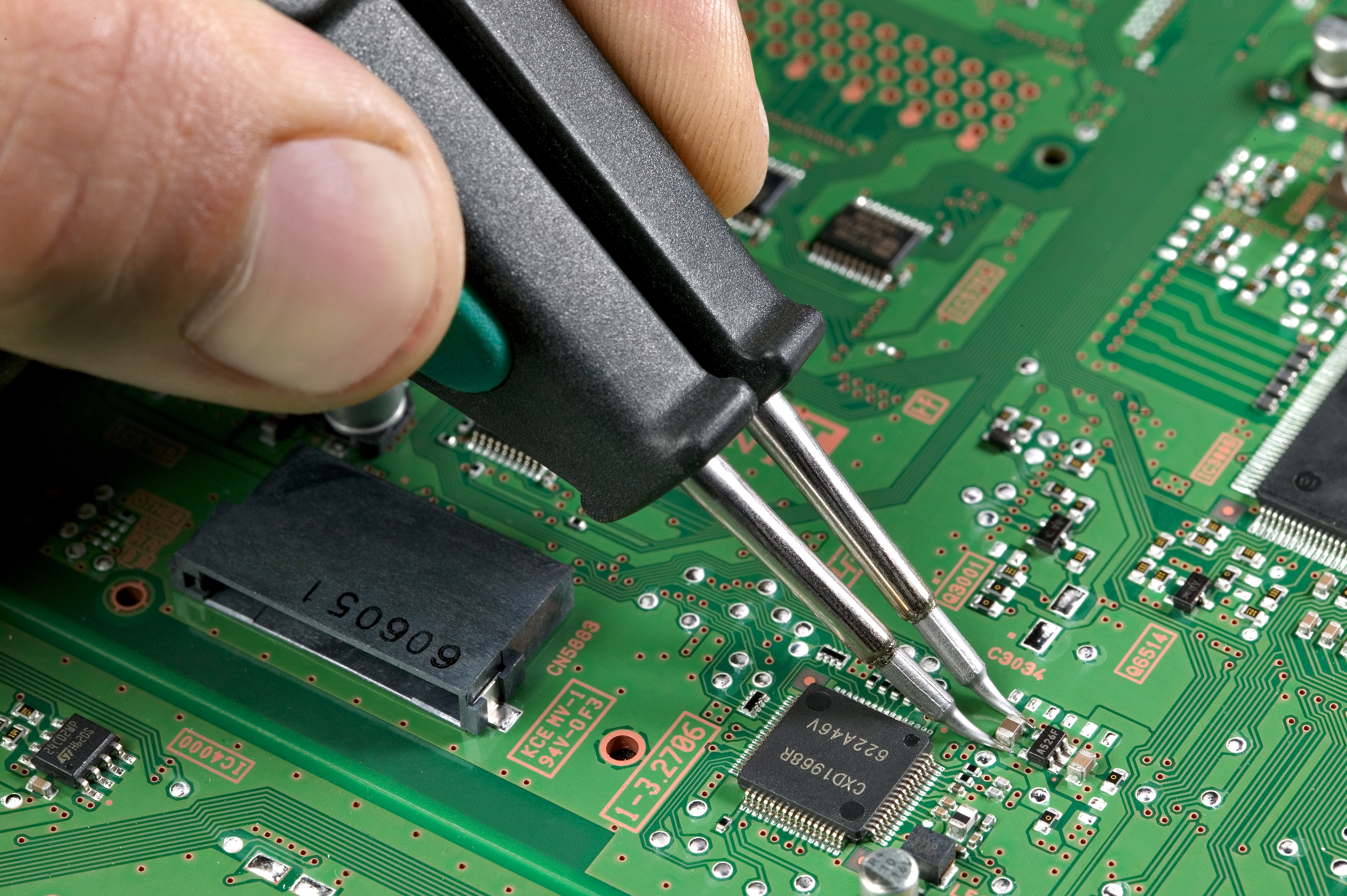
Odpájení součástky

Účelem pájení v elektronice je elektrické i mechanické spojení.
Ruční pájení se uskutečňuje krátkodobým lokálním zahřátím místa styku součástek, spolu s pájkou a tavidlem. Teplo je dodáváno dotykem kovového hrotu (pájedla) zahřívaného elektricky na teplotu o něco vyšší než je teplota tavení použité pájky. Hromadné pájení součástek na desky plošných spojů se provádí tzv. cínovou vlnou.

### Způsoby pájení v elektronice
Pájení v elektronice může být prováděno ručně, postupně spoj za spojem, nebo hromadně na deskách plošných spojů (DPS).

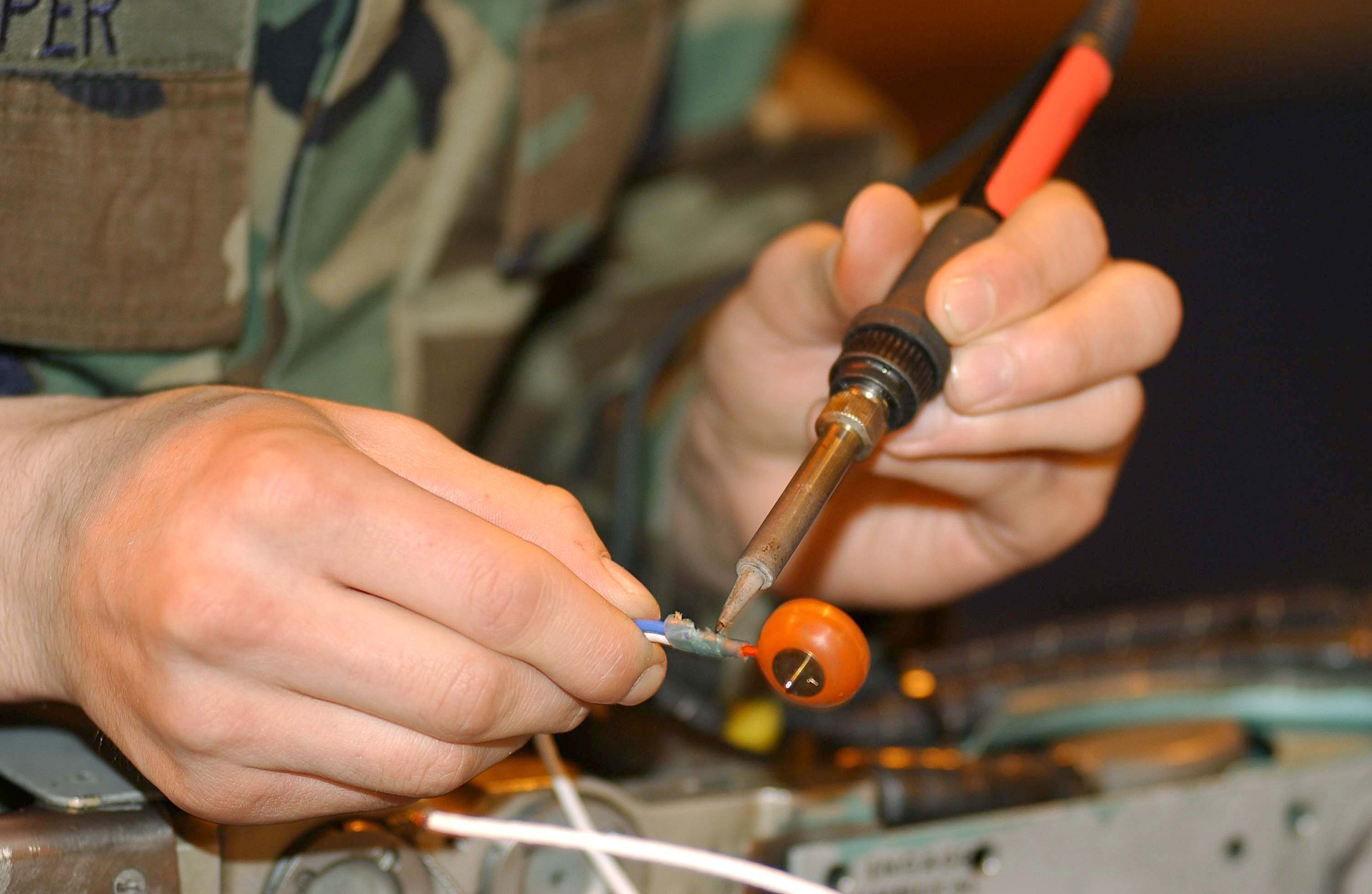
Pájení

#### Ruční pájení
Ruční pájení se uskutečňuje nejčastěji dotykem kovového hrotu páječky ohřívaného zevnitř elektrickým topným tělískem. Moderní páječky umožňují nastavení teploty hrotu (v mezích např. 200–450 °C) a automaticky udržují nastavenou teplotu. Jsou dodávány s vyměnitelnými hroty různých tvarů, vyrobenými nejčastěji z mědi. Protože měď snadno oxiduje a je rozpouštěna cínovou pájkou, jsou na vnějším povrchu chráněny pokovením. Základní vrstva bývá z niklu, který může být ještě pokryt vrstvou železa. Část povrchu, která nemá být smočitelná pájkou, je ještě chromována. Tvar a rozměry pájecího hrotu určují účinnost předávání tepla. Pro pájení rozměrnějších spojů je vhodné použít hroty větších rozměrů. Ostré hroty je ovšem nutné použít při pájení úzkých vývodů součástek hustě umístěných vedle sebe.
Je také důležité o pájecí hroty náležitě pečovat. Pokovené hroty se nesmí čistit nebo upravovat jejich tvar pilováním nebo broušením. Doporučuje se při prvním ohřátí hrotu jej pokrýt vrstvičkou pájky. která jej ochrání před oxidací a usnadní převod tepla při pájení. Je-li pájení přerušováno dlouhými (hodinovými) přestávkami, je třeba hrot čistit a nanášet čerstvou pájku, protože zoxidovaná pájka brání dobrému smáčení spoje. Čistit se má jen vlhkou speciální "houbou", dodávanou výrobci páječek a pájek.
Kvalitu výsledků ručního pájení lze zvýšit trvalou péčí o používaný pájecí hrot. Doporučuje se udržovat pracovní plochu hrotu čistou a obnovovat častěji pokrytí čerstvou pájkou. Trubičková pájka malého průměru nemusí obsahovat pro tento účel dostatek tavidla, které je pak nutno dodat z jiného zdroje. Používání silněji aktivované pryskyřice životnost hrotu snižuje.
Na výsledek ručního pájení má podstatný vliv pracovník, který pájení provádí, např. volbou pájecího hrotu, jeho teploty, místa a způsobu přiložení hrotu, volbou doby zahřívání, volbou pájky a tavidla a dalších faktorů. Zkušenosti a zručnost jsou zde proto rozhodující.

#### Hromadné pájení
Hromadné pájení vlnou je tradiční metoda pájení v elektronice. Používá se pro pájení desek plošných spojů, osazených konvenčními součástkami s vývody ve formě drátů, kolíčků, planžet nebo taky bezvývodových (SMD) součástek, fixovaných lepidlem. Součástky s vývody se v tomto případě osazují všechny ze stejné (horní) strany desky (DPS) a mohou být zajištěny předtvarováním vývodů proti vypadnutí. Bezvývodové součástky se lepí na spodní, pájenou stranu. U desek může být použita kombinace osazování jak vývodových součástek (seshora) a bezvývodových součástek SMD (zespodu – fixované lepidlem) najednou. SMD součástky musí ovšem odolávat pájecím teplotám, protože jsou přímo smáčeny roztavenou pájecí slitinou.
Nejobvyklejší zařízení pro pájení vlnou je známé pod názvem "cínová vlna". Název je odvozen od cínových pájek, které se zde užívají.
Základem hromadného pájecího zařízení je dopravník desek, který unáší DPS mezi jednotlivými sekcemi stroje. Na první sekci je na stranu pájení naneseno tavidlo. Tavidlo je roztok kalafuny v alkoholu nebo směs organických kyselin. Nanáší se z pěny nebo postřikem. Po nanesení tavidla veze dopravník desku dále předehřívací zónou. Tady se odpaří část rozpouštědla z tavidla. DPS i součástky se zahřejí na teplotu blízkou teplotě tekuté pájky. DPS následně projíždějí vlastní cínovou vlnou. Ta vypadá jako voda tekoucí přes jez. Pájené DPS protahuje dopravník vrcholem vlny. Proud roztaveného kovu musí smočit všechny kovové povrchy, ale musí s sebou odnést všechnu přebytečnou pájku. To se zajišťuje například zvláštním tvarem vlny. Existuje několik různých provedení pájecích vln – jednoduché, dvojité (nejčastěji bezprostředně za sebou jdoucí vlna vířivá, turbulentní a za ni vlna klidná, laminární), vlna protiběžná (reflexní), atd. Některé stroje (celkem vzácně) jsou hned za výjezdem z vlny vybaveny lištou (štěrbinou) s tlakovým horkým vzduchem nebo (řidčeji) dusíkem (tzv. vzduchovým nožem), který strhává nadbytečnou pájku – eliminuje tvorbu zkratových můstků. Po průjezdu cínovou vlnou pokračují DPS do zásobníku nebo myčky desek s následným sušením.
Velkého zlepšení kvality pájení se dosahuje pájením v atmosféře z inertních plynů (nejčastěji dusík (levnější), řidčeji argon (menší spotřeba)), které se realizuje zavedením inertní atmosféry přímo do lázně (lázní), nebo (výhodněji, ale pracněji) zakrytováním pájecích van (řidčeji – včetně sekce předehřevu(ů)). Aby se ale účinek inertního plynu projevil dostatečně důrazně, musí být vytěsnění kyslíku velké (kyslík musí být maximálně na hranici 0,1% (1000 ppm) nebo méně). Zvýšené náklady na inertní plyn jsou pak z větší části eliminovány úsporou pájecí slitiny – tvoří se podstatně méně strusky (odpadu, který se soustřeďuje na povrchu lázní, musí se ze stroje pravidelně sbírat ale lze ho recyklovat) a zvýší se kvalita pájení – zlepší se roztékavost slitiny a tím je menší výskyt zkratovacích můstků (vyšší spolehlivost, nižší náklady na opravy špatně zapájených spojů). Též na pájených místech je proto menší vrstva pájky (t. j. v globálu vzniká další úspora pájky). Ve většině případů je možné taky o maličko snížit teplotu pájecí lázně (úspora energie).

#### Odpájení

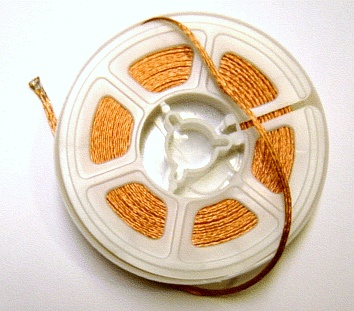
Pletenec z měděných drátků pro odsátí pájky

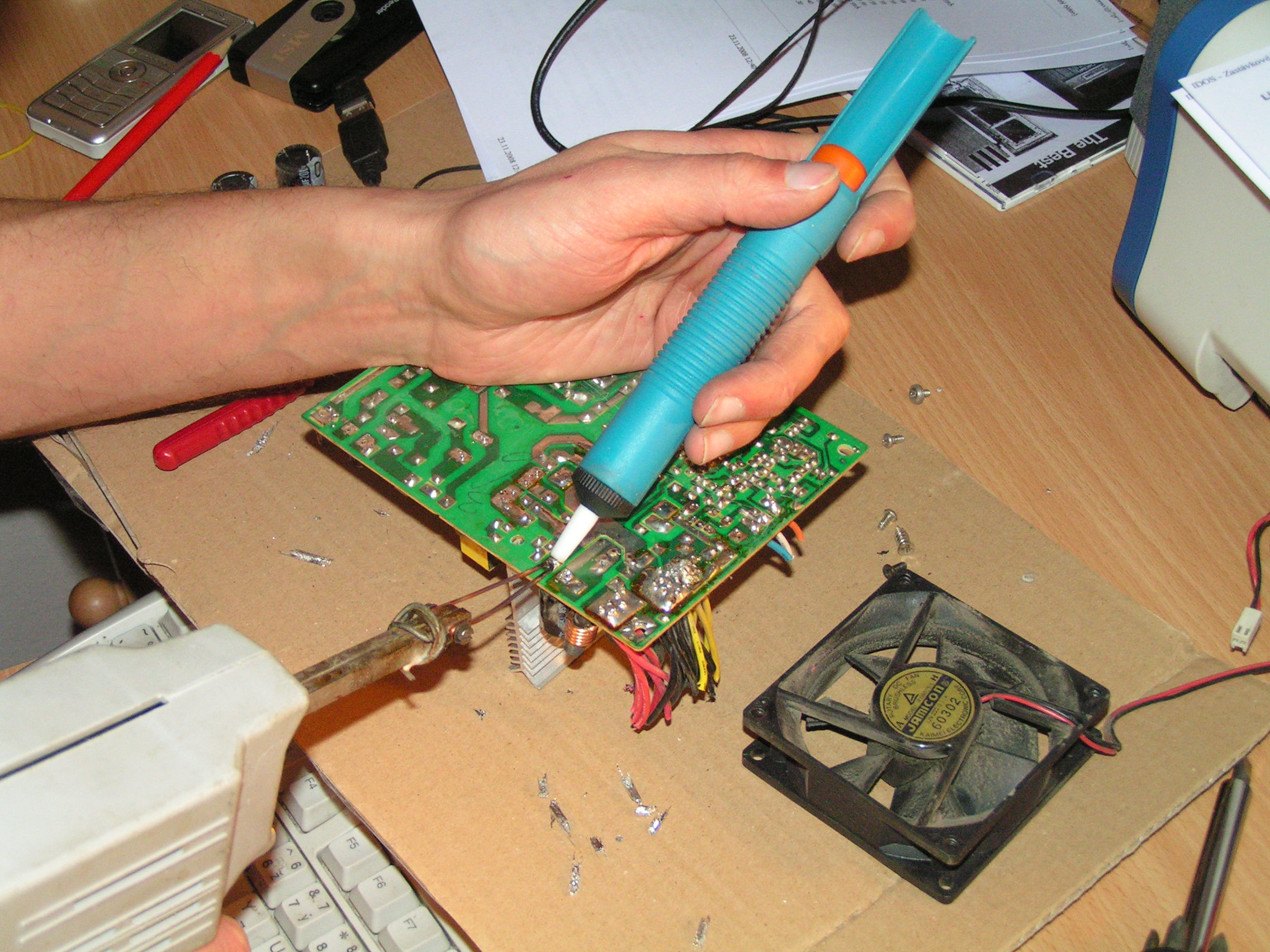
Pístová odsávačka při použití

Odpájení je soubor metod používaných k šetrnému oddělení součástek spojených pájením. Využívá se především při vývojových pracích na elektrotechnických zařízeních a při opravách. Jednodušší, často užívané metody mohou být:
- Odsátí pájky pletencem z tenkých měděných drátků – zapájený spoj se ohřívá páječkou (nejlépe tělískovou, transformátorová není vhodná) a současně je ke spoji přiložen konec pletence. Po roztavení se pájka kapilárními silami nasaje (navzlíná) do pletence z drátků. Před dalším odsáváním pájky je třeba část pletence zaplněnou pájkou odstřihnout.
- S pomocí ruční, pístové odsávačky – vlastní odsávačka je tvořena pístem se špičkou z materiálu, ke kterému pájka nepřilne. Píst se stlačí proti odporu vložené pružiny. Zapájený spoj se ohřívá páječkou a ke spoji se přiloží i špička odsávačky. V okamžiku roztavení pájky se uvolní píst a ten „nasaje“ roztavenou pájku, která ve formě drobounkých kuliček zůstane uvnitř odsávačky.
- Odpájecí soupravou – často součást pájecí stanice, kde jedním nástrojem je i páječka s regulací teploty. Odsávačka je samostatná hlavice tvořená vyhřívanou dutou špičkou s hadicí napojenou na membránový kompresor. Vnější část hlavice ohřívá pájku až do roztavení, současně kompresor odsává vzduch z místa ohřevu. Jakmile je pájka dostatečně ohřátá, je stržena proudem vzduchu do zásobníku u kompresoru.

Pro odpájení integrovaných obvodů se užívají jiná, náročnější zařízení.